# Orrido di Ponte Alto

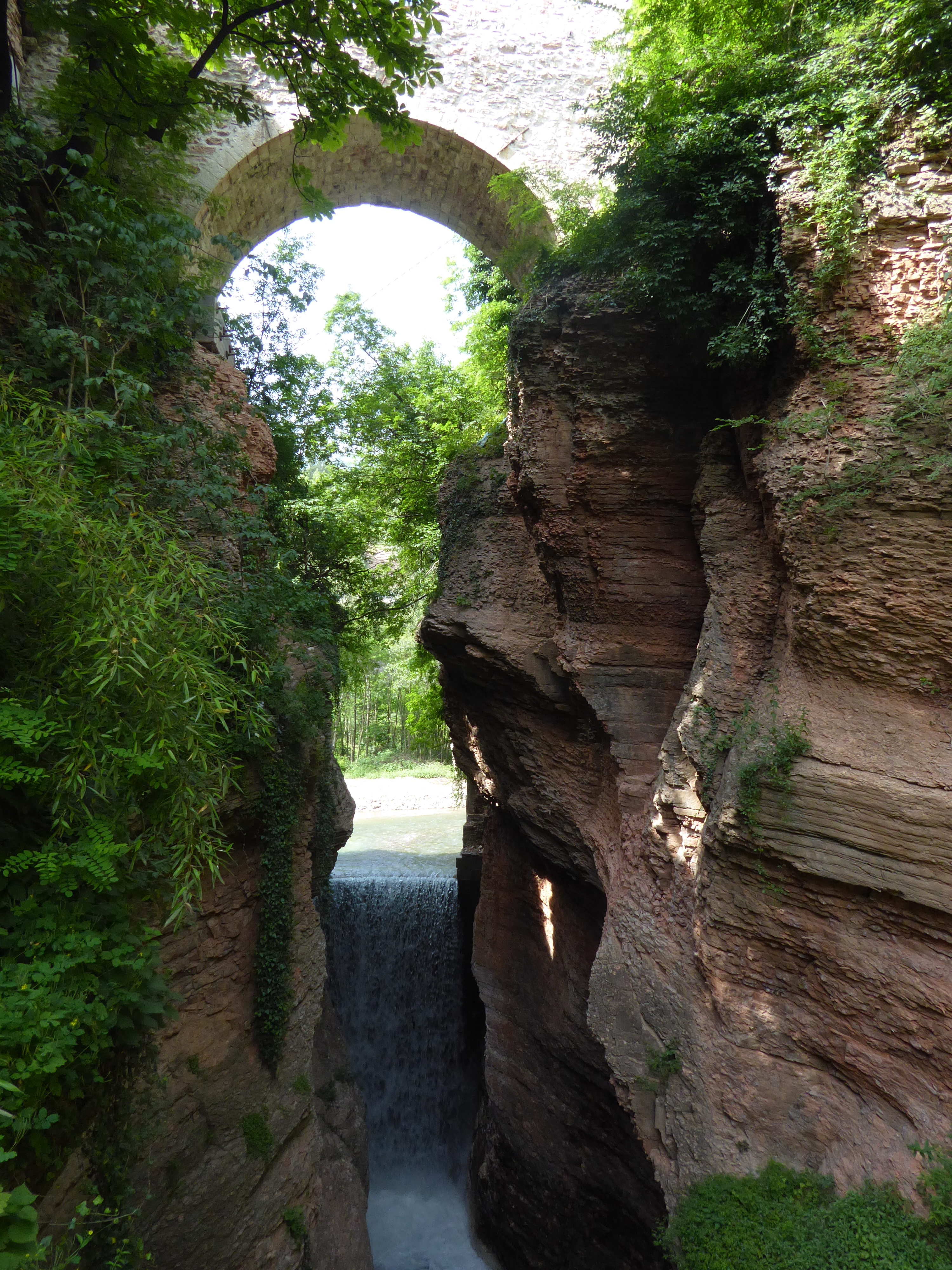
La forra, la cascata della serra e il ponte Alto.

L'orrido di Ponte Alto è un canyon che si trova nel comune di Trento, nei pressi della frazione di Cognola, in Trentino. Prende il nome dall'omonimo ponte che sovrasta la forra e permette di passare da una sponda all'altra.

## Descrizione

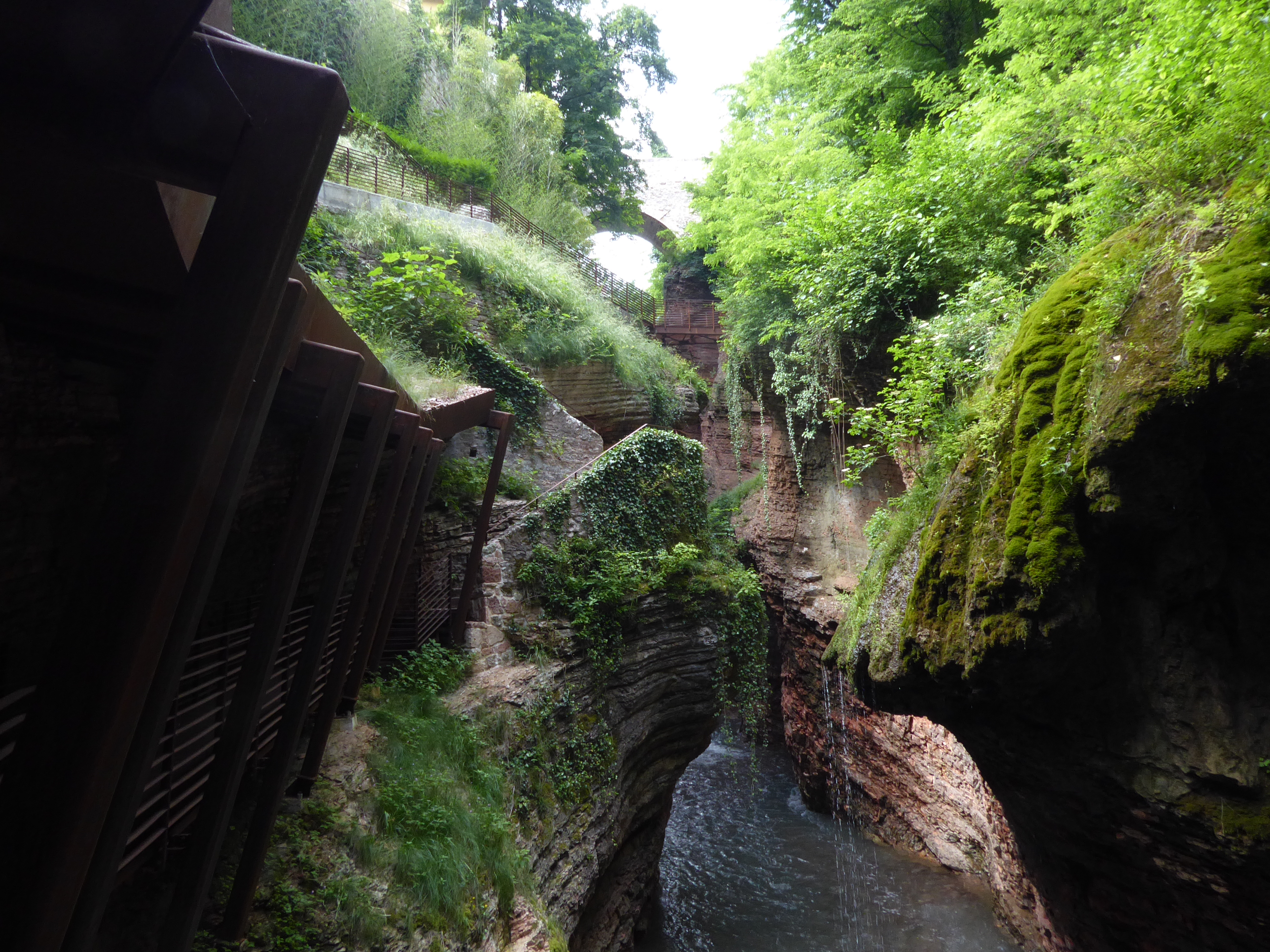
Il percorso turistico dell'orrido di Ponte Alto.

L'orrido è attraversato dalle acque del torrente Fersina, che lo percorre da nord a sud provenendo dalla Valsugana e proseguendo verso la città di Trento.
La parte del canyon sottostante al ponte Alto è visitabile grazie a un percorso turistico in parte coperto che permette di scendere nella forra dove scorre il torrente. L’accesso al percorso, per motivi di sicurezza, è possibile solo attraverso visite guidate.
Nella zona sottostante al ponte Alto si trovano due cascate dovute a due serre artificiali. La serra più a nord, sotto al ponte, è nota come la Vecchia serra di ponte Alto. Pochi metri più a sud si trova la Serra Madruzzo. I primi interventi di costruzione delle serre risalgono alla prima metà del XVI secolo, in particolare nel 1537 su commissione del principe vescovo di Trento Bernardo Clesio, con lo scopo di limitare i danni delle alluvioni causati alla città dalle piene del Fersina.
In prossimità della Serra Madruzzo si trova una lunga scala a chiocciola scavata nella roccia e risalente alla seconda metà del XIX secolo e facente parte del percorso delle visite guidate nell'orrido.
La forra, formata da alte pareti di scaglia rossa, ha una profondità di circa 100 metri. Nei suoi tratti mediani e inferiori la larghezza varia tra i 10 e i 15 metri circa, con un andamento leggermente sinuoso determinato dalla progressiva erosione causata dal torrente e dalle variazioni di velocità della sua corrente. Nella parte basale più a monte della forra l'erosione ha messo in luce le formazioni rocciose inferiori della maiolica e del rosso ammonitico.

## Come arrivare
L'accesso alla parte visitabile dell'orrido si trova lungo la strada provinciale 204 (o strada della Valsugana), che collega Trento alla strada statale 47 della Valsugana.